# 周隆谦
周隆谦（?—?），直隶天津县（今天津市）人，清朝政治人物。同进士出身。
乾隆十六年（1751年），登進士。乾隆十七年（1752年）接替熊晋任青浦县知县一职，乾隆十九年（1754年）由乔守仁接任。